# (13316) Llano
Pour les articles homonymes, voir Llano.
(13316) Llano est un astéroïde de la ceinture principale, découvert le 14 septembre 1998 par le programme LINEAR à Socorro. Cet astéroïde peut également être désigné par le code 1998 RJ75.
Il porte le nom de Rayden Llano qui, à 14 ans en 2002, a été finaliste d'une compétition scientifique.